# ドリュー・ストルーザン
ドリュー・ストルーザン（Drew Struzan、[ˈstruːzən]; 1947年3月18日 - ）は、アメリカ合衆国出身のアーティスト、イラストレーター、カバーデザイナーである。
映画『インディ・ジョーンズ』シリーズや『バック・トゥ・ザ・フューチャー』シリーズ、『スター・ウォーズ』シリーズを筆頭に、『ショーシャンクの空に』や『ブレードランナー』、『モール・ラッツ』など、150枚以上の映画ポスターで知られ、その他にもアルバムカバーや、グッズ、本の表紙も描いている。

## 幼少期
ストルーザンは1947年3月18日にオレゴン州オレゴンシティで生まれた。その後、1965年、18歳の時に当時ウエストロサンゼルスにあったアート・センター・カレッジ・オブ・デザインに入学した。

## キャリア

### 初期のキャリア
カウンセラーがストルーザンに興味のあることについて尋ね、ファインアートかイラストのどちらかを選択するよう告げた。カウンセラーは、その2つの職業について説明し、ストルーザンに「ファインアーティストなら好きなものを描けるが、イラストレーターならお金のために絵を描くことができるだろう」と伝えた。それを聞いたストルーザンは「食べていかなければならない」と言い、イラストレーターの道を選んだ。また、学生生活1年目には結婚し、父親にもなった。ストルーザンは、自分の作品を売ったり、小さな依頼を受けたりして、学費を工面した。そして、5年で卒業し、優秀な成績で学士号を取得した。さらに、2年間の大学院課程も修了し、後年、キャンパスがカリフォルニア州パサデナに移転した際には、短期間ながら、同校に戻り、教鞭を執った。
自分のキャリアについて、ストルーザンはこう語っている：「貧しく飢えていた私にとって、イラストはギャラリーでの展示に比べ、一切れのパンを手に入れるための最短の道でした。子供のころは何もなかった。トイレットペーパーに鉛筆で絵を描いていましたが、紙と言ったらそれしかありませんでした。たぶん、今、私がこれほどまでに絵を描くことが好きなのは、当時、絵が私のすべてだったからでしょう」。
カレッジ卒業後、ロサンゼルスに残ったストルーザンは、職業紹介所からの紹介で、デザインスタジオ「Pacific Eye & Ear」のスタッフアーティストとして働くことになる。そこで、Ernie Cefaluの指導のもとアルバムジャケットのデザインを始め、その仕事における12×12インチというレコードパッケージの大きさを活かしたクリエイティブな側面に喜びを感じ、デザイン作業を楽しんだ。その後5年間で、トニー・オーランド&ドーンや、ザ・ビーチ・ボーイズ、ビージーズ、ロイ・オービソン、ブラック・サバス、グレン・ミラー、アイアン・バタフライ、バッハ、アース・ウィンド・アンド・ファイアー、リベラーチェなど、数多くのミュージシャンや音楽家のアルバムジャケットのアートワークを手掛けることになった。また、ジョージ・カーリンがアルバム『Toledo Window Box』の表と裏のジャケットで着用しているTシャツのイラストも担当した。
中でも、アリス・クーパーの『Welcome to My Nightmare』のアルバムカバーのイラストは、ローリング・ストーン誌が選ぶ「Top 100 Album Covers Of All Time」に選出されるほどであった。しかし、彼の才能に対する需要が急増していたにもかかわらず、ストルーザンはアルバムカバー1枚につき150ドルから250ドルしか稼げなかった。

### エアブラシを使った一枚絵
ストルーザンは、映画業界で経験を積んだ友人と一緒に、「Pencil Pushers」という小さな会社を立ち上げ、8年間にわたって共同制作を行った。この頃、彼は独特の一枚絵のスタイルに磨きをかけ、エアブラシの使い方に初めて熟達し、後にエアブラシの名手と呼ばれるようになる。1975年から映画ポスターを手掛け始めたが、当時は『巨大蟻の帝国』や『巨大生物の島』、『スクワーム』といったB級映画のアートワークが中心であった。彼の才能は着実に需要を伸ばしていったが、SF映画の大作を手がけたことで、ストルーザンと彼の作品が世間の耳目を集め、確固たる地位を築くことになった。
1977年、20世紀フォックスの広告担当副社長であるDavid Weitznerの依頼で、エアブラシの腕前で知られるアーティスト仲間のCharles White IIIが、1978年に再上映される『スター・ウォーズ』のポスターデザインを手がけることになった。一方でホワイトは肖像画が苦手だったため、ストルーザンにこのプロジェクトへの協力を頼んだ。そういうわけで、ストルーザンが油絵具で人間のキャラクターを描き、ホワイトは宇宙船やダース・ベイダー、C-3POなど、このポスターアートにおけるあらゆる機械的な細部にこだわって絵を描いた。
親しみを込めて「サーカス」ポスターと呼ばれた、そのユニークなポスターデザインは、ベニヤ板でできた工事現場の壁に貼られた、破れた貼紙に見えるように描かれていた。「それを考案したのは必然だったんです」とストルーザンは説明する。「料金表とタイポグラフィを配置するために、デザインに残しておいたスペースが、実際には全く十分ではないことがわかったのです。すでに印刷されたポスター内にスペースを確保するためにはどうしたらいいのか？掲示されたことにして、実際のポスターの下に文字を入れればいいんだ。さらに、横にオビ＝ワンを描き足して、下にもいろいろ描いて、広さと奥行きを出しました」。
1970年代から1980年代にかけて、
- 『ブレードランナー』
- 『遊星からの物体X』
- 『キャノンボール』
- 『ポリスアカデミー』シリーズ
- 『バック・トゥ・ザ・フューチャー』
- 『インディ・ジョーンズ/魔宮の伝説』
- 『インディ・ジョーンズ/最後の聖戦』
- 『E.T.』
- 『マペットの夢みるハリウッド』
- 『星の王子 ニューヨークへ行く』
- 『ランボー』
- 『卒業白書』
- 『D.C.キャブ』
- 『ストローカーエース』
- 『ニューヨーク東8番街の奇跡』
- 『アメリカ物語』
- 『グーニーズ』

などのポスター作品を担当した。1980年代になると、ストルーザンは年間約10枚ものポスターデザインを制作していた。
この時期、ストルーザンはルーカスとの関係を続け、インダストリアル・ライト&マジックのオリジナルロゴをデザインしたり、『スター・ウォーズ』シリーズや『インディ・ジョーンズ』シリーズに関連した一枚絵のアート作品を制作した。こうして、ストルーザンの作品は、これらのシリーズを代表するビジュアルイメージとして世間に認知されるようになった。また、そういった作品がビデオやDVDで再発売されたり復刻される際や、書籍の表紙、テーマパークの乗り物、ゲーム作品などとフランチャイズを広げる際にも、そのアートワークを手掛けるようになった。

### 1990年代 – 2000年代
1990年代、コンピュータが登場し、画像をデジタル処理することでポスターアートを制作するようになったことで、手作業で進めていく従来のイラストによるポスターアートが衰退していく中で、ストルーザンもその影響を受けることになった。そして、『フック』や『ヘルボーイ』、『ハリー・ポッターと賢者の石』のアメリカ版ポスターなど、1990年代から2000年代の映画のアートワークを制作し続ける一方、コミックブックや限定版アート、コレクター市場など、自らの作品を世に出すための他の販路を模索し始めた。そのような経緯もあり、彼の作品は、ダイアナ妃の生涯を記念した12枚セットを含むフランクリンミント社のコレクタブルプレートや、パーカー・ブラザーズ社のボードゲーム「Clue」の1996年版の表紙、2004年に発売されたジョン・ウェインの切手や2007年のジェームズ・スチュワートの切手を含む30以上の米国郵便切手など、さまざまなアイテムでも目にすることができる。
ストルーザンは、かつてメールのやり取りで、従来の技法によるアートの衰退を嘆いたことがある：
色のついた土でできた絵の具の質感や木から採れる油の質感、キャンバスや紙の質感が好きなんです。筆や木炭をにじませた手で描いた絵が見せる表情や、絵の具の滴り具合、水の湿り気具合、素材の匂いなどが好きなんです。私は、朝の新鮮な光や午後の太陽が絵をオレンジ色に染め変えたり、あるいは夜の火の光によって、絵が変化するのが楽しいのです。見ること、手に取ること、触れること、匂いを嗅ぐこと、そして創造することが大好きなんです。私の才能は、このような目に見える、具体的で理解しやすい、身近な手段を通して、私の心や精神を他の人に見てもらうことで、私の人生を共有することです。そして、絵の具も表現の一部なんです。
1995年から1997年にかけて、ストルーザンの作品は日本全国で個展が開催され、ルーカスやスピルバーグの映画のワンシート作品を展示し、限定販売することで成功を収めた。
1999年、マサチューセッツ州ストックブリッジにあるノーマン・ロックウェル美術館で『Drew: Art of the Cinema』と題した特別展が行われ、ストルーザンの作品65点以上が紹介・展示された。
また、『スター・ウォーズ エピソード1/ファントム・メナス』の公開にあたり、ジョージ・ルーカスは、契約上、海外の配給会社が使用できるアート作品はストルーザンのポスターのみで、文字以外は一切変更してはならないと指示した。

### 2000年代
2008年、ストルーザンはアートディレクターである息子のChristianと共同で第80回アカデミー賞の公式ポスターを制作した。
『インディ・ジョーンズ/クリスタル・スカルの王国』のキャンペーンに必要な大規模なアート作品を仕上げた後、ストルーザンは2008年9月3日に引退を表明した。
2009年、ストルーザンは（Reel IdeasのJim Sandersと共同で）、彼の創作過程や、技術、業界での経験を段階的に記録したDVD『Conceiving and Creating the Hellboy Movie Poster Art』を制作した。彼のスタジオで撮影されたこのDVDは、ストルーザンのポスターに込められた考え方やテクニックを俯瞰的に見ることを目的としている。
2009年2月、カリフォルニア州アルハンブラにあるGallery Nucleusで『Drew Struzan: An Artist's Vision』と題した展覧会が行われ、10年ぶりとなるストルーザンの厳選作品が展示された。
2009年9月、マテル社のバービー人形誕生50周年を記念して、Kurv誌に掲載される画像を制作した。

### 2010年代
2013年に公開されたErik Sharkey監督のドキュメンタリー『Drew: The Man Behind the Poster』では、ストルーザンの人生と仕事を調べ上げ、ストルーザンがポスター制作を担当した作品に携わった映画監督や俳優たち（フランク・ダラボン、ハリソン・フォード、ジョージ・ルーカス、マイケル・J・フォックス、スティーヴ・グッテンバーグ、ギレルモ・デル・トロ、スティーヴン・スピルバーグ、トーマス・ジェーンなど）にインタビューを行っている。このドキュメンタリー映画の音楽は、受賞歴のある作曲家Ryan Shoreが担当した。
ストルーザンは、2015年のドキュメンタリー映画『Batkid Begins: The Wish Heard Around The World』と『スター・ウォーズ/フォースの覚醒』のポスターデザインを担当するため、引退から復帰した。
2017年12月、ストルーザンの70歳の誕生日を記念して、Robert Townsonと、ヴァレーズ・サラバンド・レコーズ、Golden State Pops Orchestraは、ストルーザンのアートワークを関連する映画音楽のオーケストラ生演奏に合わせて表示するトリビュート『The Magnificent Movie Poster World of Drew Struzan – live in concert』を制作した。この演奏には、トーマス・ニューマンや、ジョン・デブニー、ブライアン・タイラー、マルコ・ベルトラミ、ロバート・フォーク、Michael Kosarinといった作曲家たちが客演指揮者として参加している。
2019年1月、『ヒックとドラゴン 聖地への冒険』の公開にあたり、ストルーザンは再び引退状態から復帰し、映画『ヒックとドラゴン』シリーズ3部作のために3枚の別々のポスターを制作した。このシリーズは、ストルーザンが2013年に『ヒックとドラゴン2』の公開に向けて制作したコミコン限定ポスターから続く作品となっている。
ストルーザンは、2019年に出版された、妻のDylan Struzanが書いた禁酒令と組織犯罪についての本『A Bloody Business』ISBN 978-1785657702の挿絵を担当した。

## 創作過程
ストルーザンは、ジェッソ加工したイラストレーションボードに線画をスケッチすることから始め、その下書きをエアブラシを使ってアクリル絵の具で着色し、ハイライトなどのディテールを色鉛筆で仕上げつつ、必要に応じてさらにエアブラシで手を加えるという方法で完成作品を制作している。ジェッソ加工された下地があるおかげで、ストルーザンは要望に応じて作品の変更に対応することができるようになっている。1：1のスケールを好むストルーザンの1枚絵作品は、約27×40インチで、映画のポスターを印刷したような大きさである。写真や生身のモデルを参考にしながら制作するストルーザンは、時には自分自身や家族、友人などを作品に登場させることもある。また、彼は非常に仕事が早いことで知られ、通常1週間から2週間程度で1枚の絵を仕上げると言われている。『スター・ウォーズ』のスペシャル・エディションが劇場公開されるのに伴い、ストルーザンは4週間という限られた期限の中で、3枚のパネルからなるトリプティクを制作した。1982年に公開されたジョン・カーペンター監督による『遊星からの物体X』のポスターアートは、完成品が必要となるほぼ前日にその仕事を受け、一晩で完成させた。

## 私生活
ストルーザンは、妻のDylanとカリフォルニアに住み、裏庭にあるスタジオで作品を制作している。彼にはChristianという息子がいて、2008年にフルタイムの仕事を引退してからは、孫の世話に多くの時間を費やしている。

## 出版されたアート作品集
- Drew Struzan: Oeuvre ISBN 0-9732786-7-6 – a hardbound edition of Struzan's works, ranging from movie posters to album and book covers. Due to financial problems with the publisher, Dreamwave, Struzan lost a considerable amount of personally invested money on this volume.[36]
- The Art of Drew Struzan – Star Wars Portfolio ISBN 0-9672928-0-8
- The Movie Posters Of Drew Struzan ISBN 0-7624-2083-9

## 受賞歴
- 2002年：サターン賞
- 2010年：インクポット賞[37]
- 2014年：ソール・バス賞
- 2015年：Art Center College of Design Alumni Lifetime Achievement Award[38]
- 2016年：Sergio Award for Lifetime Achievement from the Comic Art Professional Society (CAPS) [39]
- 2020年：Society of Illustrators Hall of Fame [40]

### インタビュー
- "The Last Movie-Poster Artist". Time.
- "Face To Face With The Masters: Drew Struzan". The Force.net.
- Carter, Jeff (1997). "Drew Struzan". Echostation.com.